# Schildau
Schildau – dzielnica miasta Belgern-Schildau w Niemczech, w kraju związkowym Saksonia, w powiecie Nordsachsen. Do 29 lutego 2012 należała do  okręgu administracyjnego Lipsk. Do 31 grudnia 2012 samodzielne miasto.
1 stycznia 2013 miasto zostało połączone z miastem Belgern tworząc nowe miasto Belgern-Schildau.
Schildau leży ok. 12 km na południowy zachód od Torgau i ok. 40 km na wschód od Lipska.

## Osoby urodzone w Schildau
- August Neidhardt von Gneisenau – niemiecki hrabia, feldmarszałek